# Bahnstrecke Biel/Bienne–Bern
| Eisenbahnbrücke über die Aare zwischen Aegerten und Brügg |                                                    |                                     |                                     |
| Streckennummer (BAV): | 260 (Biel/Bienne–Zollikofen) 450 (Zollikofen–Bern) |                                     |                                     |
| Fahrplanfeld: | 303                                                |                                     |                                     |
| Streckenlänge: | 33,6 km                                            |                                     |                                     |
| Spurweite: | 1435 mm (Normalspur)                               |                                     |                                     |
| Stromsystem: | 15 kV 16,7 Hz ~                                    |                                     |                                     |
| Maximale Neigung: | 11 ‰                                               |                                     |                                     |
| Streckengeschwindigkeit: | 125 km/h                                           |                                     |                                     |
| Zweigleisigkeit: | ja                                                 |                                     |                                     |
| |                                                    |                                     |                                     |
| \| \| \| von Lausanne, von La Chaux-de-Fonds \| \| \| \| \| und Moutier via Sonceboz \| \| \| \| 33,6 \| Biel/Bienne \| Biel/Bienne \| \| \| \| nach Solothurn und nach Delémont \| \| \| \| 30,5 \| Brügg BE \| 436 m ü. M. \| \| \| \| Aarebrücke Brügg (108 m) \| \| \| \| 28,1 \| Studen BE \| Studen BE \| \| \| \| von Büren an der Aare \| \| \| \| 26,2 \| Busswil \| Busswil \| \| \| \| von Kerzers \| \| \| \| 23,4 \| Lyss \| Lyss \| \| \| 19,9 \| Suberg-Grossaffoltern \| Suberg-Grossaffoltern \| \| \| 15,7 \| Schüpfen \| Schüpfen \| \| \| 10,1 \| Münchenbuchsee \| Münchenbuchsee \| \| \| \| Solothurn–Worblaufen \| \| \| \| \| von Olten \| \| \| \| 7,598,8 \| Zollikofen Anschluss an RBS \| 560 m ü. M. \| \| \| \| \| \| \| \| \| NBS Mattstetten–Rothrist \| \| \| \| \| Bern–Worb \| \| \| \| \| von/nach Thun und von/nach Luzern \| \| \| \| \| Bern Wankdorf \| \| \| \| 103,3 \| Bern Wylerfeld \| Bern Wylerfeld \| \| \| \| Lorraineviadukt (1080 m) \| \| \| \| 106,1 \| Bern \| Bern \| \| \| \| nach Lausanne und nach Neuchâtel \| \| |                                                    |                                     |                                     |
| Strecke |                                                    | von Lausanne, von La Chaux-de-Fonds | von Lausanne, von La Chaux-de-Fonds |
| Strecke |                                                    | und Moutier via Sonceboz            | und Moutier via Sonceboz            |
| Bahnhof | 33,6                                               | Biel/Bienne                         | Biel/Bienne                         |
| Abzweig geradeaus, nach links und von links |                                                    | nach Solothurn und nach Delémont    | nach Solothurn und nach Delémont    |
| Bahnhof | 30,5                                               | Brügg BE                            | 436 m ü. M.                         |
| Brücke über Wasserlauf |                                                    | Aarebrücke Brügg (108 m)            | Aarebrücke Brügg (108 m)            |
| Haltepunkt / Haltestelle | 28,1                                               | Studen BE                           | Studen BE                           |
| Abzweig geradeaus und von links |                                                    | von Büren an der Aare               | von Büren an der Aare               |
| Bahnhof | 26,2                                               | Busswil                             | Busswil                             |
| Abzweig geradeaus und von rechts |                                                    | von Kerzers                         | von Kerzers                         |
| Bahnhof | 23,4                                               | Lyss                                | Lyss                                |
| Bahnhof | 19,9                                               | Suberg-Grossaffoltern               | Suberg-Grossaffoltern               |
| Bahnhof | 15,7                                               | Schüpfen                            | Schüpfen                            |
| Bahnhof | 10,1                                               | Münchenbuchsee                      | Münchenbuchsee                      |
| Kreuzung geradeaus oben |                                                    | Solothurn–Worblaufen                | Solothurn–Worblaufen                |
| Abzweig geradeaus und von links |                                                    | von Olten                           | von Olten                           |
| Bahnhof | 7,598,8                                            | Zollikofen Anschluss an RBS         | 560 m ü. M.                         |
| Kulminations-/Scheitelpunkt |                                                    |                                     |                                     |
| Abzweig geradeaus und von links |                                                    | NBS Mattstetten–Rothrist            | NBS Mattstetten–Rothrist            |
| Kreuzung geradeaus oben |                                                    | Bern–Worb                           | Bern–Worb                           |
| Abzweig geradeaus, nach links und von links |                                                    | von/nach Thun und von/nach Luzern   | von/nach Thun und von/nach Luzern   |
| Haltepunkt / Haltestelle |                                                    | Bern Wankdorf                       | Bern Wankdorf                       |
| ehemaliger Haltepunkt / Haltestelle | 103,3                                              | Bern Wylerfeld                      | Bern Wylerfeld                      |
| Brücke |                                                    | Lorraineviadukt (1080 m)            | Lorraineviadukt (1080 m)            |
| Bahnhof | 106,1                                              | Bern                                | Bern                                |
| Strecke |                                                    | nach Lausanne und nach Neuchâtel    | nach Lausanne und nach Neuchâtel    |

Die Bahnstrecke Biel/Bienne–Bern ist eine Eisenbahnstrecke in der Schweiz und verbindet die Stadt Biel/Bienne mit der Bundeshauptstadt Bern. Die Strecke befindet sich im Eigentum der SBB, der operative Betrieb im Fernverkehr obliegt den SBB, derjenige des Regionalverkehrs der BLS.

## Geschichte

### Berner Staatsbahnen
Der erste Abschnitt zwischen Bern Wylerfeld und Zollikofen wurde am 16. Juni 1857 von der Schweizerischen Centralbahn eröffnet, als diese ihre Bahnstrecke nach Olten in Betrieb nahm. Ein knappes Jahr später wurde sie dann zum heutigen Bahnhof Bern verlängert. Knapp sieben Jahre nach der Eröffnung der Strecke nach Zollikofen wurde die Verlängerung über Lyss nach Biel/Bienne dem Verkehr übergeben, die Strecke entstand unter der Leitung der Bernischen Staatsbahn. Das Teilstück war Teil der Berner Staatsbahn von La Neuveville über Biel/Bienne und Bern nach Langnau. Diese Eröffnung sorgte für Umbauten an den Bahnhöfen beider Endpunkte, aber auch für einen Doppelspurausbau der SCB-Strecke von Zollikofen nach Bern. Die Bernische Staatsbahn ging 1884 in die Jura-Bern-Luzern-Bahn auf, diese wiederum schloss sich 1890/91 mit der SOS zur Jura-Simplon-Bahn zusammen. Als die JS 1902 zusammen mit der SCB, der NOB und der VSB in den Schweizerischen Bundesbahnen aufging, war die Strecke zwischen Biel und Bern erstmals im Eigentum einer einzigen Gesellschaft.

### Ausbau und Elektrifizierung
Die Strecke wiederum wurde in drei Etappen elektrifiziert, 1919 das Teilstück zwischen Bern und dem Wylerfeld, als die SBB die Strecke nach Thun unter Spannung stellten, ferner erhielt 1927 die Linie nach Zollikofen eine Fahrleitung, ehe 1928 das Reststück nach Biel erfolgte.
Der Doppelspurausbau zog sich über mehrere Etappen von 1859 bis 1996 hin. Vor der Übernahme der SBB waren erst die Teilstücke Bern–Zollikofen und Busswil–Lyss (als Teil der Bahnstrecke Lausanne–Payerne–Lyss–Solothurn) zweispurig ausgebaut. 1933 wurde der Abschnitt bis Münchenbuchsee ausgebaut, ab 1962 wurden die restlichen Lücken geschlossen. Der letzte Doppelspurabschnitt wurde am 19. August 1996 zwischen Schüpfen und Suberg-Grossaffoltern in Betrieb genommen.
Ende Mai 1999 wurde die Haltestelle Studen BE eröffnet.

### Drittes Gleis Zollikofen-Rütti
2009 wurde der Spatenstich für den Bau des dritten Gleises zwischen Zollikofen und dem Ortsteil Rütti gesetzt. Bisher mündeten in Zollikofen die beiden Doppelspuren aus Biel und Olten in die Doppelspur nach Rüti, wo danach die Dreispur bis Bern führt. Durch das Schliessen dieses Engpasses kann einerseits das Angebot auf der Bieler Strecke erweitert werden, andererseits werden auch die Zufahrten der Züge aus Thun verbessert, so dass neu alle RegioExpress-Züge aus Brig und Zweisimmen bis Bern geführt werden können. In diesem Zuge werden alle Berner Ausfahrtgleise mit der Strecke nach Thun verbunden.
Zum Fahrplanwechsel im Dezember 2011 weitet die BLS ihr S-Bahn-Angebot zwischen Bern und Münchenbuchsee auf den Viertelstundentakt aus, dies dank dem dritten Gleis zwischen Zollikofen und Rütti. Im Gegenzug hoben die SBB den Halt der RegioExpress-Züge in Münchenbuchsee auf.

## Unfälle
Am 17. August 1891 prallte in Zollikofen der Schnellzug Bern–Paris der Jura-Simplon-Bahn (JS) auf einen vor dem geschlossenen Einfahrsignal wartenden Extrazug der JS. Durch den Aufprall wurden 14 Reisende des Extrazuges getötet und 122 verletzt. Der Unfall wurde durch Fehler verschiedener Betriebsstellen verursacht. Dem Schnellzug wurde die Fahrt in einen belegten Zugfolgeabschnitt freigegeben. Weil die Druckluftbremse ausgeschaltet war, verminderte sich zudem die Bremswirkung. 
Am 12. Februar 1980 fuhr ein aus Biel kommender Regionalzug zwischen Bern Wylerfeld und Bern Löchligut in eine allein fahrende Lokomotive. Beide Triebfahrzeugführer wurden getötet, 18 Passagiere verletzt.

## Verkehr

### InterRegio
Auf der Strecke Biel–Bern verkehren halbstündlich InterRegio-Züge, vorwiegend mit Stadler-Dosto-Kompositionen mit Halt in Lyss. Die Fahrzeit beträgt 25 Minuten. Der InterRegio wird seit Dezember 2019 mit er Liniennummer 65 von der BLS betrieben. Davor wurden die Züge als RegioExpress von der SBB betrieben. Früher verkehrten die Züge schon einmal als InterRegio, wurden aber aufgrund der geringen Laufdistanz von unter einer Stunde als RegioExpress eingestuft.

### Regionalverkehr
Die Fahrt mit der ebenfalls im Halbstundentakt verkehrenden S3 der S-Bahn Bern dauert zehn Minuten länger (35 Minuten) und wird von Biel nach Bern und weiter durchs Gürbetal nach Belp geführt. Zu den Hauptverkehrszeiten wird die S31 von Belp nach Münchenbuchsee bis Biel verlängert mit Halt in Schüpfen und Lyss. Der S-Bahn-Betrieb wird von der BLS durchgeführt.